# Tessa Obrusnik
Tessa Obrusnik (* 20. Juni 1993 in Rothenburg ob der Tauber) ist eine deutsche Schauspielerin.
Sie wohnt in Bamberg  und besuchte ein Gymnasium. Erste Bühnenerfahrungen hatte sie mit ihrer Schultheatergruppe gesammelt. In Endlich Samstag! verkörperte sie die Rolle der Suse. In dem Kinofilm Legend of Brothers, der 2011 in die Kinos kam, spielte sie Chrissy.

## Filmografie
- 2006–2008: Endlich Samstag! (als Suse)
- 2011: Legend of Brothers (als Chrissy)
- 2021: How to Win Cannes in 5 Easy Steps (als Helena Markovska, Kurzfilm)